# Neturei Karta

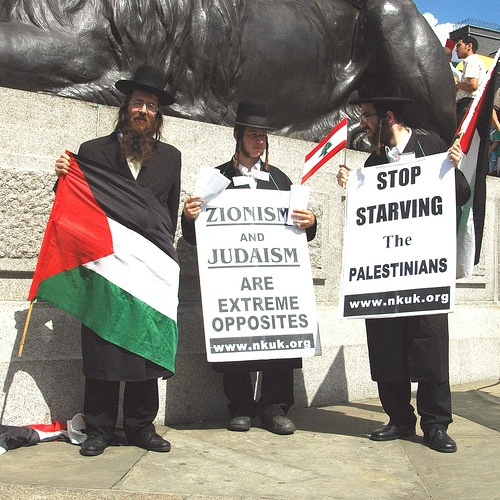
Membres de Neturei Karta amb pancartes a on està escrit; "El judaisme i el sionisme son extrems oposats" i "Deixeu de fer passar fam als palestins".

Neturei Karta (en judeoarameu: נטורי קרתא) (en català: Els guardians de la ciutat) és un grup de jueus haredites que rebutgen qualsevol forma de sionisme, per la qual cosa s'oposen a l'existència de l'Estat d'Israel, i tenen la creença que als jueus se'ls prohibeix tenir el seu propi Estat fins a la vinguda del Messies. Els membres del grup es concentren principalment a Jerusalem. També tenen petites delegacions tant en altres ciutats israelianes com a l'estranger, destacant les delegacions de Londres i Nova York.

## Ideologia
Els seguidors de Neturei Karta basen la seva postura en la literatura rabínica, que assenyala que els jueus van ser expulsats de la terra d'Israel degut als seus pecats. També creuen que qualsevol forma de refundar l'Estat d'Israel per la força és una violació de la voluntat divina. Segons la seva visió, el sionisme és una ofensa davant els ulls de Déu. Neturei Karta predica que els jueus han d'esperar que Déu decideixi acabar amb el seu exili, i que els esforços humans per fer-ho són pecaminosos. Sostenen que els mitjans de comunicació minimitzen deliberadament la importància del seu punt de vista, i que fan semblar que són solament uns pocs, quan en realitat, segons ells, hi ha un gran nombre de jueus amb opinions similars.

## Història

### Inicis
La major part dels membres de Neturei Karta descendeixen de jueus hongaresos que es van establir en la Ciutat Vella de Jerusalem al començament del segle xix. Es van oposar a l'arribada d'immigrants jueus des d'Europa impulsats pel sionisme, que tenien com a objectiu crear un Estat sobirà jueu en la Palestina controlada per l'Imperi otomà.
El nom de Neturei Karta, literalment, significa "Guardians de la Ciutat" en arameu, i prové d'una Guemarà del Talmud. Allà es relata com el rabí Judà Hanasi va enviar a dos rabins en una gira d'inspecció. Aquest és el paper que Neturei Karta veu com el compliment per defensar el que creuen és "la posició de la Torà i el judaisme autèntic sense adulterar" la qual cosa és no reconèixer l'estat d'Israel.

### Abans de la partició de Palestina
La tensió entre les comunitats jueves sionistes i no sionistes van arribar al seu punt màxim en la dècada de 1920, després de l'assassinat de Jacob Israël de Haan, poeta jueu holandès i activista antisionista, per part de membres de la Haganà.

### 1947-1967
La facció sionista ortodoxa era la principal representant de les comunitats religioses jueves quan l'ONU va aprovar l'any 1947 el pla de partició de Palestina. Representants d'un altre partit ortodox, Agudat Israel, van demanar a l'Assemblea General votar en contra del plà de partició. Agudat Israel va reconsiderar la seva postura després de l'establiment de l'Estat d'Israel, i fins i tot han participat en alguns governs des d'aleshores. Aquest canvi de bàndol va provocar una bolcada radical en la ideologia de Neturei Karta, que es van sentir traïts pels seus antics aliats ortodoxos. La seva oposició a l'Estat d'Israel i al sionisme es va tornar encara més extrema, especialment sota el lideratge del rabí Amram Blau. El grup es va aïllar cada vegada més, formant aliances amb altres sectes que també havien rebutjat el suport donat per Agudat Israel al govern secular després de la independència. Alguns signes del seu rebuig demostren la profunditat de la seva oposició. Molts membres de Neturei Karta es neguen a tocar bitllets o monedes israelianes amb imatges de líders sionistes. Per exemple, Einstein i Moisés Montefiore són acceptats, però no Theodor Herzl i Chaim Weizmann, ja que eren figures històriques del sionisme. Aquests objectes són vists com a herètics. De la mateixa forma, molts no s'apropen al Mur de les Lamentacions, el qual pensen que ha estat profanat pels jueus seculars.

### Des de 1967 a l'actualitat
Encara que molts membres de Neturei Karta opten simplement per ignorar a l'Estat d'Israel, això es torna cada vegada més difícil. Actualment proposen dur a terme el desmantellament d'Israel fins a l'arribada del Messies. Actualment, el seu líder és el rabí Moshe Hirsch, autoproclamat ministre d'afers exteriors, que va servir en el govern de Iàssir Arafat com a Ministre d'Assumptes Jueus. Hirsch i els seus seguidors opinen que una minoria ortodoxa jueva dins d'un Estat palestí controlat pels palestins és una opció raonable. També posen l'accent que les visions de Neturei Karta i Fatah (partit dominant actualment en l'Autoritat Nacional Palestina) són similars: tots dos distingeixen judaisme de sionisme, i recolzen l'establiment d'un Estat nacional a Palestina. Hirsch també ha sol·licitat l'estatus de refugiat pels membres de Neturei Karta a l'ONU, ja que en el seu parer, no hi ha diferències entre els qui han estat expulsats de la seva terra i ells mateixos, jà que la seva terra està sent destruïda pels jueus sionistes.

### Himne
Poc després que l'Estat d'Israel va ser establert, diversos joves membres de Neturei Karta van ser empresonats. Un d'ells, Amram Blau que aleshores estava reclòs a la presó, va compondre el que ha esdevingut l'himne del moviment Neturei Karta.